# Alčevský rajón
Alčevský rajón (ukrajinsky Алчевський район) je rajón v Luhanské oblasti na Ukrajině. Hlavním městem je Alčevsk a rajón má přibližně 443 tisíc obyvatel. 

## Města v rajónu
- Alčevsk
- Almazna
- Brjanka
- Kypuče (Artemivsk)
- Holubivka (Kirovsk)
- Irmino
- Kadijivka (Stachanov)
- Perevalsk
- Pervomajsk
- Zorynsk
- Zymohirja